# Cerkev sv. Jurija, Sofija
Cerkev svetega Jurija (bolgarsko Ротонда „Свети Георги“, latinizirano: Rotonda „Sveti Georgi“) je poznoantična rotunda iz rdeče opeke v Sofiji v Bolgariji. Zgrajena v zgodnjem 4. stoletju kot rimske kopeli, je postala cerkev znotraj obzidja Serdike, glavnega mesta antične Dakije v času Rimskega in Bizantinskega cesarstva. Zgodnjekrščanska cerkev velja za najstarejšo stavbo v sodobni Sofiji in pripada Bolgarski pravoslavni cerkvi.
Stavba, cilindrična kupolasta struktura, zgrajena na kvadratni podlagi, je znana po freskah iz 12., 13. in 14. stoletja znotraj osrednje kupole. Odkrite so bile tri plasti fresk, prva iz 10. stoletja. Freske 22 prerokov, visokih več kot 2 metra, venčajo kupolo. Te freske so bile preslikane v osmanskem obdobju, ko je bila stavba uporabljena kot mošeja, odkrite in obnovljene šele v 20. stoletju.

## Zgodovina in arhitektura
Cerkev stoji na dvorišču med hotelom Balkan in predsedstvom na ravni nekaj metrov pod sodobnimi ulicami prestolnice. Velja za najstarejšo ohranjeno stavbo v mestu, zgrajeno v času, ko je bila Sofija rezidenca cesarjev Galerija in Konstantina Velikega.
Cerkev je del večjega arheološkega kompleksa. Za apsido so antične ruševine: del rimske ulice z ohranjeno drenažo, temelji velike bazilike, verjetno javne stavbe in nekaj manjših stavb. Ena od stavb je bila opremljena s hipokavstom in danes so vidne ploščice, ki prekrivajo tla. Strokovnjaki jo opredeljujejo kot eno najlepših stavb v tako imenovanem konstantinskem okrožju Serdika-Sredec, kjer je bila palača cesarja Konstantina Velikega in kasneje sebastokratorja Kalojana. Ker je preživela preizkušnje časa in ohranila skoraj nedotaknjen videz, se domneva, da so se nekatera najpomembnejša srečanja Serdiškega koncila odvijala v cerkvi.
Rotunda je del velikega kompleksa antičnih stavb iz poznega 3. in začetka 4. stoletja. Zgrajena je iz rdeče opeke in ima zapleteno simetrijo. V središču je kupolasta dvorana rotunda krožnega tlorisa na kvadratni osnovi s polkrožnimi nišami v vogalih. Od 4. stoletja se uporablja za obrede krsta. Kupola se dviga do 13,70 m od tal. Skozi stoletja je bila javna, verska in celo reprezentativna stavba.
Na stenah je pet plasti delno ohranjenih fresk: najstarejša je rimsko-bizantinska s cvetličnimi motivi iz 4. stoletja; druga v bolgarskem srednjeveškem slogu z angeli iz 10. stoletja; tretji iz 11. in 12. stoletja – friz s preroki in freskami vnebohoda, vnebovzetja itd.; četrta je iz 14. stoletja z donatorskim portretom škofa severno od vhoda, peta pa z islamskimi ornamentalnimi motivi.
Med vsemi poslikavami izstopa tista iz 10. stoletja, ki je nastala najverjetneje v času vladavine cesarjev Simeona I. Velikega, Petra I. in Samuela. Duhovni človeški obraz angela, naslikan pod kupolo, je edinstven in eden najvplivnejših primerov visokega mojstrstva bolgarske umetniške šole zlate dobe Prvega bolgarskega cesarstva.
V cerkvi so bile shranjene svete relikvije zaščitnika Bolgarije - Ivana Rilskega in po legendi so bile uporabljene za zdravljenje bizantinskega cesarja Manuela I. Komnena. Relikvije so odnesli Madžari leta 1183, med vladavino Béle III., ko so zavezniški Srbi in madžarske čete vdrle, uničile in izropale mesto.
Po kratkem bivanju v prestolnici Esztergom, kjer je katoliški škof po nečednem dejanju z relikvijami izgubil sposobnost govora, so jih leta 1187 vrnili v nedavno obnovljeno Bolgarsko cesarstvo. Svetnikove relikvije so tu spet počivale, ko so jih leta 1469 slovesno prenesli iz takratne prestolnice Trnovo v Rilski samostan. Sprva je bil tu pokopan sam srbski kralj Štefan Milutin razglašen za blaženega, čigar relikvije so kasneje prenesli v cerkev sv. Kralja (danes [[cerkev Svete nedelje).
Med osmansko vladavino v 16. stoletju je cerkev postala mošeja. Sredi 19. stoletja so Rotundo skupaj s cerkvijo svete Sofije in Sofijsko mošejo (danes Narodni arheološki muzej Bolgarije) zapustili muslimani. Kmalu kasneje je Bolgarska pravoslavna cerkev ponovno pridobila svojo prejšnjo uporabo kot krščanska cerkev.
Cerkev je kljub svoji majhnosti podobna Galerijevi rotundi v Solunu. Sveti Jurij ima v sebi duh zgodnjega krščanskega obdobja in bolgarske srednjeveške kulture velik kulturni vpliv. Je predmet obsežnih raziskav in upravičenega zanimanja ne le pravoslavnih in katoliških cerkvenih skupnosti ter uglednih znanstvenikov in kulturnikov, temveč privablja številne romarje in običajne turiste.
Izjemoma se v cerkvi izvajajo svečani vojaški obredi in koncerti s pravoslavno in klasično glasbo.

## Freske
Fragmentirano je ohranjenih 5 plasti stenske poslikave: prva - iz 6. stoletja rimsko-bizantinska z rastlinskimi motivi, manjši fragment je ohranjen v severozahodni niši; drugi - bolgarski z angeli s konca 9. ali začetka 10. stoletja, ki ga sestavljata dva friza - zgornji in spodnji. V severnem delu zgornjega friza so ohranjeni fragmenti figur šestih letečih angelov in glava angela. V spodnjem frizu, prostoru med osmimi okni, je bilo upodobljenih šestnajst prerokov. Od teh so ohranjeni le fragmenti likov treh prerokov in svetniški sij četrtega. Tretja plast fresk je bizantinska s konca 11. in začetka 12. stoletja s podobami več svetnikov, širokim frizom s podobami šestnajstih prerokov pod kupolo in freskami, ki prikazujejo vnebohod, vnebovzetje itd. Je mešane kompozicije, vključuje ostanke prvega friza iz 10. stoletja (liki treh prerokov na severni steni in svetniški sij na četrti). Drugih dvanajst prerokov se nanaša na čas bizantinskega pisanja na rotundi, očitno v 12. stoletju so bile stene rotunde na novo ometane in prekrite s freskami. Toda pred 14. stoletjem je pod ovalom kupole očitno utrpel freskasti omet ob mestih poškodbe, ki se je kasneje začel luščiti in razkril originalne podobe treh prerokov. Na preostali površini pod okni v prostoru nad nišami in v zgornjih delih niš so evangeljski prizori in podobe štirih evangelistov. Zografija kaže lastnosti monumentalnega vzhodnokrščanskega slikarstva, vendar ne tako visoke kot predhodni tip poznejšega bizantinskega izvora. V njej prevladuje statičnost, figure imajo ostre asketske obraze, predstavljene v zamrznjenih čelnih držah. Četrta plast je bolgarska iz 14. stoletja, narejena po obnovi kupole, sestavljena je iz dveh delov: osrednje podobe Kristusa Vsemogočnega v zenitu, obkroženega s štirimi letečimi angeli in štirimi evangelisti, ter friza dvaindvajset prerokov, ki sta pod njima v kupoli do linije osmih oken v bobnu in ktitorjevega portreta škofa severno od vhoda. Ta plast je izvedena v monumentalni tradiciji starega slikarstva in velikih mojstrov. Velikost podob v višino v tej plasti je precejšnja, skoraj en meter, zaostajajo pa za podobami prve in druge plasti fresk, ki dosegajo približno tri metre. Toda v zameno so freske tretje plasti razrezane z močnimi gibi, nasičenimi z odmevom tragičnih dogodkov tistega časa za bolgarske ljudi. Peta plast je s konca 16. stoletja, ornamentalna, iz časa osmanske oblasti, ko je bila starokrščanska cerkev spremenjena v mošejo z ornamenti v keramično rdeči barvi, ohranjeni na zahodni steni nad oknom.
Napisi na prvi bolgarski in bizantinski plasti so v kanonični in v bolgarskem patriarhatu grščini, na drugi bolgarski plasti pa v cirilici, tisti na kupoli, ki poroča o patriarhovem obisku in škofu z neznanim imenom, ime ustanovitelja zografije je bilo po pričevanju cerkve zapisano po volji carja Ivana Šišmana, samodržca iz dinastije, ki močno drži Sofijo na vidnem mestu, njegov Vitovski zlati pečat in trmasta obramba mesta pred Turki, v kateri sta umrla njegova brata Ivan Asen IV. in Mihael IV. Asen na čelu bolgarskih čet.
Plasti srednjeveškega slikarstva so razvrščene takole: najvišje zgoraj je druga bolgarska plast, pod njo je prva bolgarska plast, pod to plastjo pa je bizantinska, ki jo ponekod delno prekriva, drugje pa je padla in jo razkrije. Spodaj je spodnji del brez fresk, zato se domneva, da je bil obložen z marmorjem.
V povezavi z novozaveznimi prizori, upodobljenimi nad vhodi stranskih prostorov, ki obkrožajo rotundo, raziskovalci ugotavljajo, da je severna kapela posvečena Kristusovemu trpljenju, južna pa Vnebovzetju Matere božje.
Med vsemi stenskimi poslikavami izstopa tista, ki je nastala v 10. stoletju, najverjetneje v času kraljev Simeona I. Velikega, kralja Petra I. ali kralja Samuela. Ohranjena je na vrhu niš in nad njimi. Predstavlja praznike oznanjenja, Kristusovega krsta, srečanja, podobe štirih evangelistov in petih svetnikov (na zahodnem delu vhoda), med katerimi izstopa podoba svetega Antona Velikega. Iz tega obdobja je tudi procesija angelov - šest ali osem figur, ki se z leve in desne premikajo proti vzhodu, ohranjeni so le deli njihovih dvometrskih figur in del glav. Poduhovljena in monumentalna, a človeška podoba angelove glave, vklesane pod kupolo, je edinstvena, saj je morda, če ne edino, najvplivnejše delo, ki nam daje predstavo o visoki obrtništvu bolgarske umetniške šole iz zlate dobe prve bolgarske države. Nekateri strokovnjaki ne brez razloga menijo, da presega vzorce mnogo poznejše Bojanske cerkve in italijanske protorenesanse.

## Raziskave in restavriranje
Prve študije v rotundi sv. Jurija je opravil prof. Bogdan Filov leta 1915, 1921. in 1932, ki je 1933 izdal tudi namensko študijo o cerkvi. Konec 1980-ih je bila dokončana celovita obnova in konzervacija cerkve, ki je dobila današnjo podobo, ki se je čim bolj približala poznoantičnemu in srednjeveškemu izvirniku.